# Mordacia lapicida
Mordacia lapicida – gatunek bezżuchwowca z rodziny Mordaciidae.

## Zasięg występowania
Jest gatunkiem endemicznym, występuje w  rzekach południowego Chile i przyległych partiach Pacyfiku.

## Cechy morfologiczne
Osobniki dorosłe osiągają maksymalnie 11,1 do 54 cm długości całkowitej. Proporcje długości poszczególnych części ciała są następujące: część przedskrzelowa - 8-17% długości całkowitej,  część skrzelowa - 8,3-12,1%, tułów - 57,8-77,1%, ogon - 13,8-19%. Wzdłuż ciała 78-84 miomery. Dojrzałe samce posiadają zaokrąglony worek skórny zaczynający się bezpośrednio za otworem gębowym a kończący się na wysokości ostatnich otworów skrzelowych. Płetwa ogonowa ma kształt łopatkowaty.

## Biologia i ekologia
Osobniki dorosłe żyją, między wrześniem a grudniem, w przybrzeżnych wodach szelfowych, gdzie prowadzą pasożytniczy tryb życia. Następnie wstępują do rzek w celu odbycia tarła. Larwy żyją w przybrzeżnych  partiach rzek zagrzebane w mule bądź drobnym piasku. Przeobrażenie następuje między sierpniem a marcem, zaś spływ do morza między czerwcem a sierpniem, przy średniej długości ciała 14,3 cm.